# Gerd Heidemann
Gerd Heidemann (Altona, Hamburg kerülete, 1931. december 4. – Hamburg, 2024. december 9.) a német Stern magazin riportere, aki kulcsfigura volt a Hitlernek tulajdonított hamis naplók körüli botrányban, s csalásért börtönre ítélték, de utóbb kiderült, hogy Konrad Kujau, a naplók előállítója, egymaga hajtotta végre az egész hamisítást és az ebből származó nagy összegű pénzeket eltette.

## Élete
Heidemann Johannes Schurbohm kereskedelmi alkalmazott és Martha Eiternick kapcsolatából származó törvénytelen gyermek volt. A második világháború alatt tagja volt a Hitlerjugendnek is.
Heidemann a Sternnek többek között hadi tudósítója volt, egyebek mellett angolai, ugandai, vagy burundi háborús területekről tudósított, 1970-ben meg is mentette Randolph Braumann hadi tudósító életét Jordániában. Annyira népszerűvé vált, hogy 1967-ben ötrészes dokumentumfilmet készített róla Jürgen Goslar, amelyben Heidemann maga is szerepelt.
Élettársa volt öt évig Edda Göring, Hermann Göring marsall lánya. Apja jachtját Heidemann saját lakása árán vásárolta meg, s némely fotón büszkén pózol is a hajón, vagy annak környékén. A Sternnek 1949-től kezdve dolgozott: előszeretettel kutatta a nácizmus korát, interjúkat készített hajdani vezetőkkel, sőt sokszor merész vállalkozásokba fogott. Végül a hamis Hitleri-naplók okozták csúfos bukását.
Nyugdíjasként, elszegényedve Hamburgban élt, különböző segélyekből tartotta el magát, lakhatását és egészségbiztosítását is a társadalombiztosításából fedezte, amely havi 350 eurót folyósított a számára, miközben több százezer eurós tartozásai is voltak.
Kevéssel 93. születésnapja után halt meg egy hamburgi kórházban.

## A hamis Hitler-naplók
A naplókat 1983. április 25-én kezdte el a Stern nyilvánosságra hozni, amelyeket Heidemann Konrad Kujautól szerzett meg. A hamisítóval Fischer álnév alatt ismerkedett meg egy volt náci révén. Heidemann meggondolatlanul belerángatta a lap főszerkesztőjét Peter Kochot, aki szintén az állásával fizetett ezért: a csalónak 9 millió márkát adtak a hamisítványokért.
Az óriási hírveréssel beharangozott felfedezést a néhány héten belül elvégzett szakszerű vizsgálatok nyomban megcáfolták, Heidemannt és Kochot kirúgták a Sterntől, a riportert és a csalót pedig letartóztatták csalásért. Az arcátlan Kujau ügyesen belekeverte Heidemannt a csalás kitervelésébe, emiatt Heidemannra négy év nyolc hónapnyi börtönbüntetést szabtak ki, míg Kujau csak négy év hat hónapot kapott, de annak is csak a felét ülte le gégerákja miatt. A nagy összegű pénzek sosem kerültek elő és Heidemann ártatlanságát nem tudta bizonyítani, mivel az adásvételről hivatalos dokumentumot nem állítottak ki.
Heidemann 1986-ban próbált fellebbezni, de eredménytelenül. A börtönből való szabadulása után dokumentumokat kezdett gyűjteni ártatlansága alátámasztására. Csak Kujau halála után kerültek elő azok a szalagok, melyek egyértelműen bizonyították, hogy Heidemannak semmi köze nem volt a hamisítványok gyártásához, csupán naiv áldozat volt. A felvételeket már az 1983 és 1985 között zajló bírósági tárgyalásokon is próbálták felmutatni, de a bíróság nem látta indokoltnak mindezt.
A botrány teljesen tönkretette Heidemann életét, akiről jól ismert volt, hogy fényűző módon szeretett élni. A Sterntől is korábban legalább havi 10 ezer nyugat-német márka fizetést kapott. 1986-ban elvált, fia Ronald meghalt AIDS-ben, míg lánya is eltávolodott tőle és Ausztráliába költözött. A csalás miatt egykori munkáltatójának, a Sternnek is kártérítést kellett fizetnie.
A botrányról 1992-ben Schtonk! c. filmszatírát is készítettek.

## Heidemann kapcsolata a Stasival
2002-ben a Der Spiegel olyan cikket tett közzé, miszerint Heidemann Gerhard fedőnéven a Stasinak dolgozott. Heidemann ezt részben elismerte, de azt állította, hogy kettős ügynök volt és a keleti blokkban is éppúgy kémkedett a nyugat számára.